# Hanover (Nuevo Hampshire)
Hanover es un pueblo ubicado en el condado de Grafton en el estado estadounidense de Nuevo Hampshire. En el Censo de 2010 tenía una población de 11.260 habitantes y una densidad poblacional de 86,45 personas por km².

## Geografía
Hanover se encuentra ubicado en las coordenadas 43°42′30″N 72°11′42″O / 43.70833, -72.19500. Según la Oficina del Censo de los Estados Unidos, Hanover tiene una superficie total de 130.25 km², de la cual 126.97 km² corresponden a tierra firme y (2.52%) 3.28 km² es agua.

## Demografía
Según el censo de 2010, había 11.260 personas residiendo en Hanover. La densidad de población era de 86,45 hab./km². De los 11.260 habitantes, Hanover estaba compuesto por el 81.01% blancos, el 3.43% eran afroamericanos, el 0.78% eran amerindios, el 10.83% eran asiáticos, el 0.03% eran isleños del Pacífico, el 0.68% eran de otras razas y el 3.23% pertenecían a dos o más razas. Del total de la población el 3.89% eran hispanos o latinos de cualquier raza.